# Hiroyuki Tomita
Hiroyuki Tomita (japanska: 冨田洋之) född den 21 november 1980 i Osaka, Japan, är en japansk gymnast.
Han tog OS-guld i lagmångkampen och OS-silver i barr i samband med de olympiska gymnastiktävlingarna 2004 i Aten.
Han tog även OS-silver i lagmångkampen i samband med de olympiska gymnastiktävlingarna 2008 i Peking.